# Волан, Грете
Гре́те Беа́те Во́лан (норв. Grethe Beate Wolan; род. 15 октября 1968, Тронхейм) — норвежская кёрлингистка.
Участница зимних Олимпийских игр 1998, где женская команда Норвегии заняла в соревнованиях по кёрлингу пятое место.

## Команды
| Сезон   | Четвёртый   | Третий          | Второй         | Первый     | Запасной    | Турниры                              |
| ------- | ----------- | --------------- | -------------- | ---------- | ----------- | ------------------------------------ |
| 1997—98 | Дорди Нурбю | Марианне Хаслум | Кристин Лёвсет | Ханне Вудс | Грете Волан | ЧЕ 1997 (7 место) ЗОИ 1998 (5 место) |

(скипы выделены полужирным шрифтом)